# Jean-Daniel Colladon
Jean-Daniel Colladon (Genebra, 15 de dezembro de 1802 – Genebra, 30 de junho de 1893) foi um físico suíço e é uma figura de renome da ciência e indústria genebrina do século XIX. A mesmo tempo sábio e engenheiro, as suas descobertas e invenções tiveram várias aplicações práticas.

## Resumo da vida e obra
«... Je suis né sous une heureuse étoile, et pendant ma vie j’ai pu voir bien des révolutions politiques et faire de nombreuses inventions ou découvertes....»
- Wikisource
- Wikiquote

- 1824 - Estudos de matemática em Paris,
- 1827 - obtém o Grande Prémio da Académie des sciences de Paris pelas pesquisas sobre a compressibilidade dos líquidos, efectuada com o seu amigo Charles François Sturm,
  - - medidas da velocidade do som na água (lago Lemano) dão-lhe ideais para sondar o fundo do mar por ecografia assim como a de estabelecer sinais acústicos entre os navios,
- 1828-1829 - depois de ter trabalhado nos laboratórios de André Marie Ampère e de Joseph Fourier, participa á criação da Ecole centrale de Paris, onde ensina até 1839;
- 1839-1859 - professor de mecânica na Académie de Genève
- 1843-1844 - dirige a construção da fabrica a gás da cidade e aproveita para fazer  experiências sobre as perdas de energia devidas á transmissão do gás,
- 1862 - dirige a construção de uma fábrica de gás em Nápoles,
- 1884 - Prémio Fourneyron da Académie des sciences[nota 1] pelo seu trabalho seu trabalho no tunel du Gothard com a perfuração por ar comprimido, sistema que havia brevetado nos anos 1970.[2]

A vida de Jean-Daniel Colladon pode dividir-se em períodos ou anos de estudo, como os exemplos que se seguem. Alguns dos objectos inventados ou empregues estão conservados no Musée d’histoire des sciences em Genebra.

## Trabalhos

### Electricidade
Durante o período 1825-1826 que corresponde à sua estadia no Collège de France, em Paris, com o matemático genebrino Jacques Charles François Sturm, seguem uma formação em física e efectuam experiências fundamentais de magnetismo.
Ele fabrica um novo galvanómetro muito mais sensível que os anteriores, e mais tarde apercebe-se ter passado a dois dedos da descoberta da indução como o declarará em Souvenirs et mémoires.

### Velocidade do som
Determina com Jacques Charles François Sturm em 1826 no Lago Lemano, e  pela primeira vez, a velocidade de 1 435 m/s do som na água. Esses resultados  são enviados em conjunto á Académie des sciences em 1827, pelo que recebem em conjunto o Grande prémio, que fazia parte de uma das propostas de concurso sobre: Compressão dos principais líquidos. Esta experiência seguiu os cálculos feitos por Pierre-Simon Laplace alguns anos em antes.
Nas suas Souvenirs et mémoires explica como procedeu para produzir o som na água com a ajuda de um martelo e de uma bigorna parcialmente imersa e metendo simplesmente a cabeça dentro da água. A sucessão das experiências levam-os a utilizar um sino de 500 K da igreja de Lancy, que são feitas entre Rolle e Thonon-les-Bains sobre numa distância de cerca de 14 km e a utilizarem um género de disco parabólico para captar o som. A medida começa quando ambos vêem a luz produzida pelo explosão de um foguete. Esta experiências dão-lhe ideais para sondar o fundo do mar por ecografia.

### Óptica, luz e jacto de água
Aos 22 anos Colladon começa a sua carreira de inventor com a fabricação de um fotómetro no quadro de um concurso da Société des sciences et des arts de Lille e pelo que foi recompensado com o primeiro prémio com o melhor instrumento de medida da intensidade luminosa.
Seguiu-se-lhe a invenção de uma fonte luminosa afim de ilustrar a iluminação de um jacto de água e as formas que toma ao sair por orifícios de diferentes dimensões. La lumière circule dans ce jet transparent, comme dans un canal, et en suit toutes les inflexions'  e demonstra assim que a luz segue o jacto de água e não continua em linha recta contrariamente ao que se pensava até aí. Essa descoberta vai ser utilizada pelo físico genebrino Auguste de la Rive nos cursos que dá na Universidade de Genebra.

### Barco a vapor
Interessa-se pela mecânica das palas das rodas dos barcos vapor, pelo que constrói um barco com 2 m para variar o número da palas nas rodas motrizes. Não ganha o prémio tanto esperado, mas vê os barcos no rio Sena equiparem-se com o fruto dos seus resultados ("d’obtenir plus de douceur et d’uniformité dans la bonne marche d’un navire et une bonne économie pour l’emploi de la force motrice").

### Iluminação pública
Foi na noite de 25 de Dezembro de 1844 que os habitantes de Genebra receberam um "luminoso presente de Natal" pois que 297 bicos a gás se acendem simultaneamente, na ponta do progresso, e iluminam as ruas da Genebra. Colladon chamou para o seu lado um antigo aluno de Paris que se havia tornado especialista do gás e em princípio foi nomeado responsável da construção da fábrica da Coulouvrenière onde se produziria o gás a partir da hulha, e em seguida veio a ser o e engenheiro-conselho da Société genevoise pour l’éclairage au gaz (SGEG). Dessa época ainda restam os candeeiros públicos ao longo do cais do Monte Branco.

### Ar comprimido
Quando foi nomeado engenheiro da SEEG, Colladon aproveita para efectuar diferentes experiências sobre o gás e o seu transporte. Constatando que as perdas de pressão são  menos importantes do que previsto, substitui o gás por ar e explora então uma nova forma de transmissão da força pelo ar comprimido. Por essa altura tem conhecimento que se prevê a construção de um túnel, o Túnel ferroviário do Monte Cenis e começa os contacto e demonstrações em 1857 em Etrembières na Alta-Sabóia. Só aquando da perfuração do Túnel ferroviário de São Gotardo em 1872 é que Louis Favre, o engenheiro-chefe, o chama como engenheiro-conselheiro encarregado do fornecimento do ar comprimido e perfuração pelo método que Colladon tinha acabado de brevetar, a perfuração por ar comprimido.

### Granizo, trovões e trombas de água
Faz estudos aprofundados sobre estes três fenómenos meteorológicos que se vieram a constatar falsos em relação ao granizo.